# パルマロサグラス
パルマロサグラス(パルマローザ、学名：Cymbopogon martiniはイネ科オガルカヤ属に属する多年草である。インドやその周辺、インドシナ半島に自生するが、パルマローザ油と呼ばれる精油などを得るため栽培もされている。
香りの成分としてゲラニオールが含まれ、精油として利用されるほか、伝統医療(駆虫薬)や、食糧庫の殺菌剤・防虫剤に利用される。バラに似た香りがする為、石鹸や化粧品などに添加される。